# Jaime de Borbón (1870–1931)

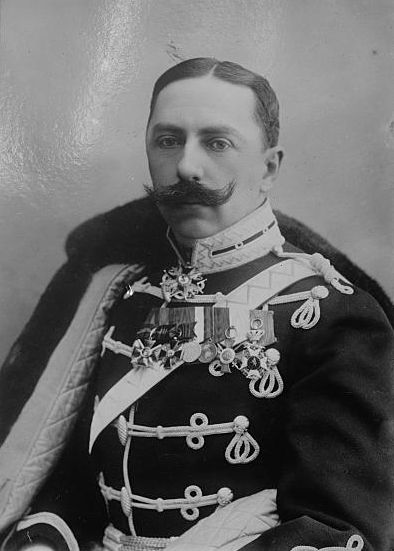
Jaime de Borbón III.

Don Jaime (III.) de Borbón y Bourbon-Parma, vollständiger Name Don Jaime Pío Juan Carlos Bienvenido Sansón Pelayo Hermenegildo Recaredo Álvaro Fernando Gonzalo Alfonso María de los Dolores Enrique Luis Roberto Francisco Ramiro José Joaquín Isidro Leandro Miguel Gabriel Rafael Pedro Benito Felipe de Borbón y de Borbón-Parma (* 27. Juni 1870 in Vevey, Schweiz; † 2. Oktober 1931 in Paris, Frankreich) führte die Titel Herzog von Madrid und Anjou. Ab 1909 war er der carlistische Prätendent auf den spanischen Königsthron.

## Leben
Jaime war der einzige Sohn von Carlos María de los Dolores de Borbón (1848–1909) und seiner ersten Frau Prinzessin Margarethe Maria (1847–1893), älteste Tochter von Herzog Ferdinand Karl III. von Parma, Piacenza und Guastalla und Prinzessin Louise Marie Therese von Frankreich.
Jaime wurde von Jesuiten im Collège de Vaugirard bei Paris und im Beaumont College bei Windsor erzogen. Danach kam er für drei Jahre zur Theresianische Militärakademie in Wiener Neustadt. 1896 bekam er in der Russischen Armee ein Kommando zugewiesen und stieg zu einem Oberstleutnant auf. Zwischen 1900 und 1901 nahm er an der Niederschlagung des chinesischen Boxeraufstandes teil und kämpfte in der Schlacht von Tianjin. 1904 bis 1905 kämpfte er im Russisch-Japanischen Krieg mit und nahm an den Schlachten von Liaoyang und Vafangon teil.

## Carlistischer Prätendent
Seit dem Tod seines Vaters am 18. Juli 1909 wurde er von den spanischen Carlisten als rechtmäßige Erbe auf den spanischen (Jaime III.), von den französischen Legitimisten als Erbe auf den französischen Thron (Jacques I.) gesehen. Seither verwendete er die Titel eines Herzog von Madrid und Herzog von Anjou. Don Jaime zog sich darauf aus der russischen Armee zurück. 
Don Jaime war im Oktober 1911 Gast auf der Hochzeit seiner Cousine Zita von Bourbon-Parma mit dem österreichisch-ungarischen Thronfolger Erzherzog Karl auf Schloss Schwarzau am Steinfeld. Mit dem künftigen Kaiser und König Karl (1916–1918) war er dadurch verschwägert.
Während des Ersten Weltkrieges stand der Prätendent Don Jaime ohne Möglichkeit zur Kontaktaufnahme mit der Comunión Tradicionalista, dem politischen Arm der carlistischen Bewegung, auf Schloss Frohsdorf in Österreich unter Hausarrest. Als die Kommunikation nach Kriegsende wieder möglich war, kam es alsbald zum Bruch: war Don Jaime profranzösisch, so war die politische Leitung der Carlisten während des Kriegs wegen der liberalen Zielsetzungen Frankreichs und Großbritanniens strikt prodeutsch gewesen. Darüber kam es zum Konflikt, in welchem die Bewegung sich auf eine neutrale Linie einigte, während die prodeutschen – gleichzeitig auch in Hinblick auf das carlistische Programm reformgeneigten – Anhänger der Bewegung (die so genannten Mellisten, nach ihrem Anführer Juan Vazquez de Mella) aus der Partei ausgeschlossen wurden.
Im April 1931 wurde der konstitutionelle König von Spanien, Alfons XIII., gezwungen, das Land zu verlassen, und die Zweite Spanische Republik wurde proklamiert, wogegen Don Jaime protestierte. Der gestürzte König und der carlistische Prätendent Don Jaime trafen in Paris zusammen und söhnten sich hierbei angeblich aus – dass Alfons den Prätendenten als Familienoberhaupt der spanischen Bourbonen anerkannte, mag aber ein Gerücht sein.  
Eine Woche nach dem Treffen mit Alfonso starb Don Jaime in Paris und wurde auf dem Anwesen Villa dei Borbone bei Viareggio bestattet. Sein Onkel Don Alfonso Carlos, der ihm als Prätendent nachfolgte, ließ den Pakt wieder aufkündigen.